# Mbozi (Meteorit)
Koordinaten: 9° 6′ 26,7″ S, 33° 2′ 14,2″ O

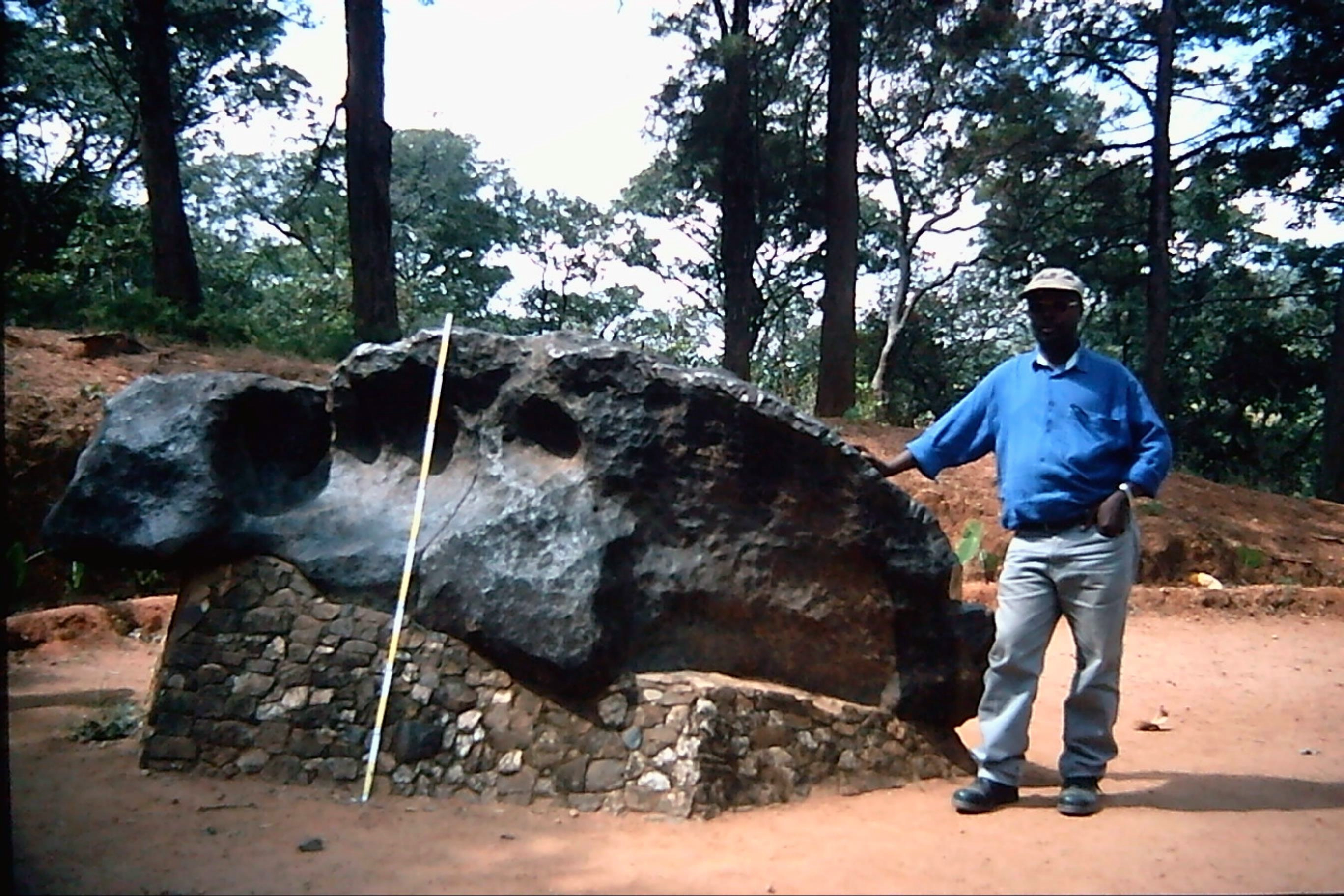
Mbozi-Meteorit, Tansania

Mbozi (offizielle Bezeichnung der Meteoritical Bulletin Mbosi) ist ein Eisenmeteorit, der in Tansania gefunden wurde. Mit einem Gewicht von rund 16 Tonnen und einer Länge von 3 Metern ist er einer der größten Eisenmeteoriten.

## Entdeckung
Der Vermesser W. H. Nott berichtete 1930 von dem Fund bei der Missionsstadt Mbozi im Distrikt Mbozi. Der Fund war den Eingeborenen jedoch schon seit Generationen bekannt.

## Lage
Die Fundstelle ist auf dem Südwesthang des Marengi-Hügels, rund 70 Kilometer westlich der Stadt Mbeya. Zum Zeitpunkt des Fundes gab es keinen Krater, es war nur die Spitze des Meteoriten sichtbar. In der Folge wurde die Erde um den Meteoriten abgegraben, sodass nur eine Erdsäule unter dem Fund blieb. Diese wurde mit Beton verstärkt.

## Klassifikation
Der Meteorit ist ein ungruppierter Eisenmeteorit.
Er enthält 8,7 Prozent Nickel, 0,6 bis 0,7 Prozent Cobalt und 0,11 Prozent Phosphor.